# Позика
По́зика — передача активів у грошовій або натуральній формі на певний обумовлений час. Позичальник повертає позикодавцеві позику — таку ж суму грошових коштів або таку ж кількість речей того ж роду та такої ж якості. Договір позики може бути безвідсотковим, або під певні відсотки, що регламентується Цивільним Кодексом України.
Уніфіка́ція по́зик — це об'єднання кількох позик в одну, коли облігації раніше випущених кількох позик обмінюються на облігації нової позики. В деяких випадках може здійснюватися обмін облігацій за регресивним співвідношенням, тобто коли декілька раніше випущених облігацій прирівнюють до однієї нової.
Онлайн позика — спосіб отримання грошей в борг у готівковій або безготівковій формі на банківську картку. Позичальник заповнює анкету на вебресурсі фінансової компанії (банку або МФО), яка в автоматичному режимі перевіряє дані та протягом обмеженого періоду часу повідомляє про рішення видачі позики. Договір також укладається у онлайн-режимі. Повернення коштів відбувається через списання з платіжної картки позичальника у день, вказаний у договорі. Позики видаються на короткий термін (як правило, до 30 днів). Є одним із інструментів надання позики грошей до зарплати.

## Види позик
1. Цільова — якщо договір позики укладається з умовою використання позичальником отриманих коштів на певні цілі.
2. Державна за договором державної позики позичальником виступає державний чи приватний інститут, що володіє державними страховими гарантіями, а кредитором — громадянин або юридична особа.
3. Нецільова за договором позики без обмеження використання позикових коштів позичальником. Як правило, такі позики дорожчі, ніж цільові.